# 眼角動脈
眼角動脈（がんかくどうみゃく）は、頭頸部の動脈の一つ。顔面動脈の終枝の一つで、眼窩の内眼角へと向かい、上唇挙筋上部の筋繊維を取り巻き、眼角静脈と共に走行する。
頬部にて、眼窩下動脈と吻合する枝を出し、涙嚢と眼輪筋に栄養を供給した後、眼動脈の枝である鼻背動脈と吻合する。

## 画像

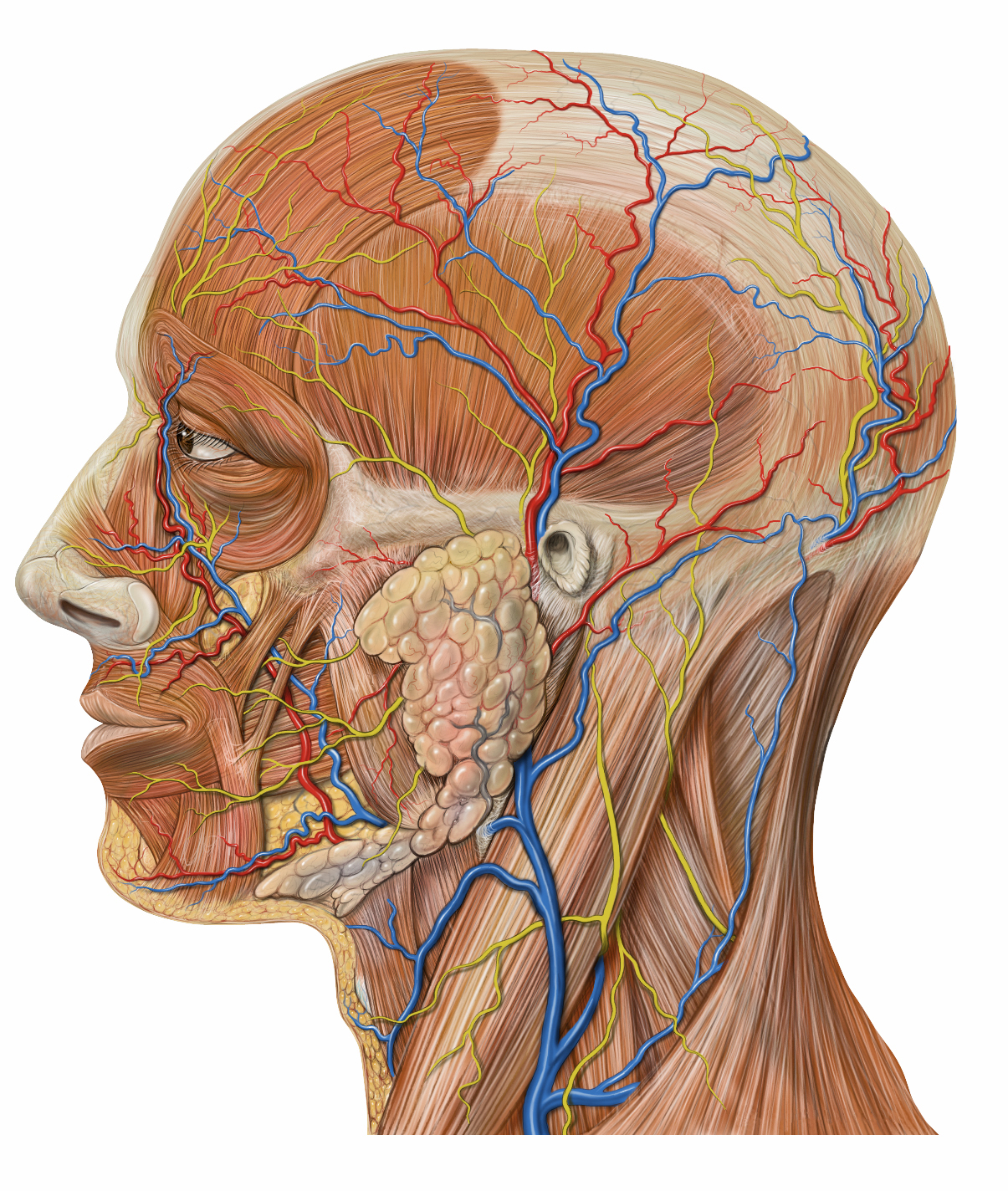
Lateral head anatomy detail
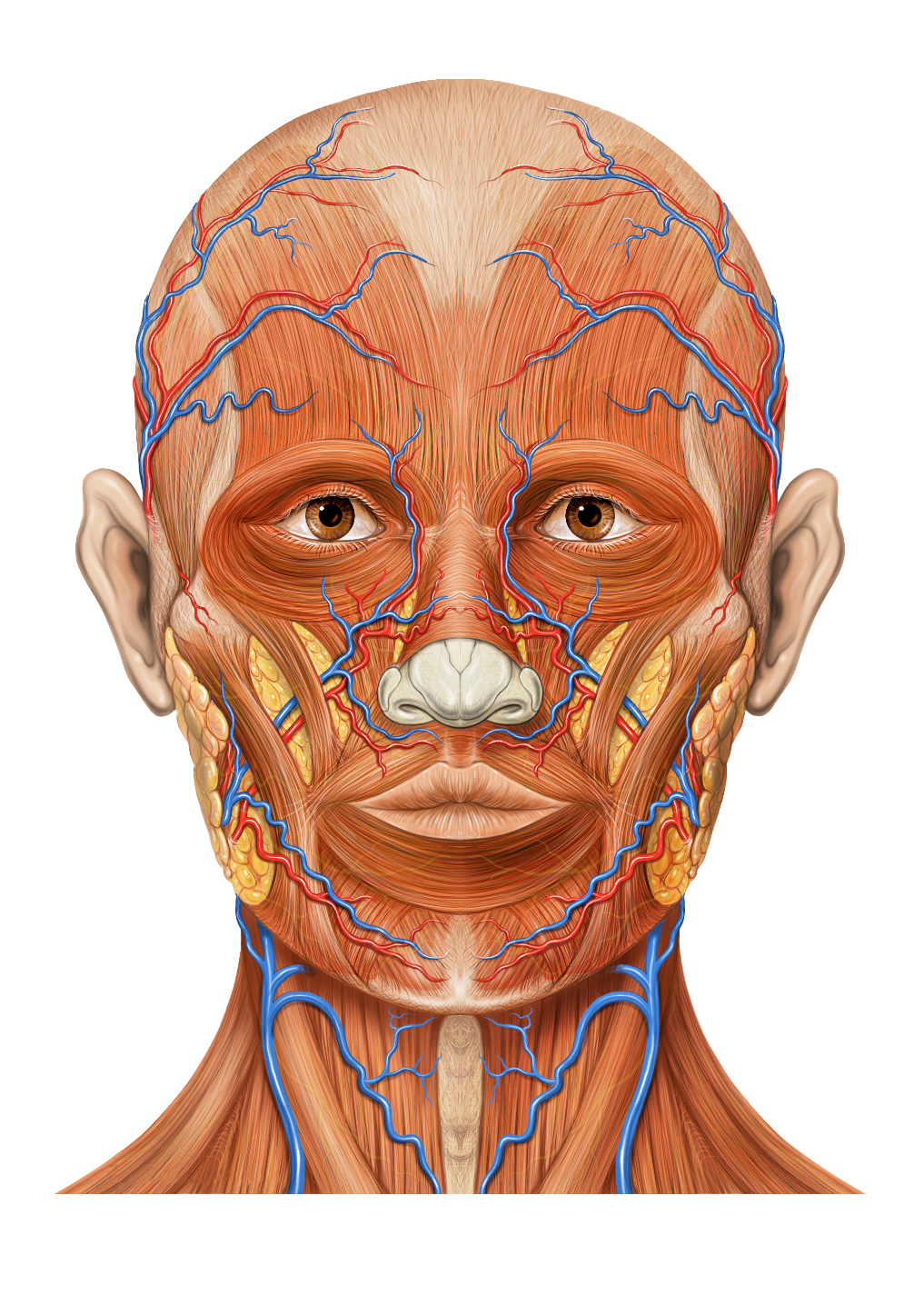
Head anatomy anterior view